# Штучний мозок
Штучний мозок (або штучний розум) — це програмне та апаратне забезпечення з когнітивними можливостями, подібними до тих, які має мозок тварини або людини.
Дослідження «штучного мозку» та емуляції мозку відіграють три важливі ролі в науці:
1. Триваюча спроба нейробіологів зрозуміти, як працює людський мозок, відома як когнітивна нейронаука.
2. Уявний експеримент у філософії штучного інтелекту, який демонструє, що можливо, принаймні теоретично, створити машину, яка має всі можливості людини.
3. Довгостроковий проєкт зі створення машин, поведінку яких можна порівняти з поведінкою тварин зі складною центральною нервовою системою, наприклад ссавців і особливо людей. Кінцева мета створення машини, яка демонструє людську поведінку або інтелект, іноді називається сильним СШІ.

Прикладом першої мети є проєкт, про який повідомляє Університет Астона в Бірмінгемі, Англія, де дослідники використовують біологічні клітини для створення «нейросфер» (маленьких скупчень нейронів) для розробки нових методів лікування хвороб, включаючи хворобу Альцгеймера, рухові нейрони. і хвороба Паркінсона.
Друга мета — це відповідь на такі аргументи, як аргумент Джона Серля щодо китайської кімнати, критика Г'юберта Дрейфуса щодо СШІ чи аргумент Роджера Пенроуза в «Новому розумі імператора». Ці критики стверджували, що існують аспекти людської свідомості чи досвіду, які не можуть бути змодельовані машинами. Однією з відповідей на їхні аргументи є те, що біологічні процеси в мозку можна змоделювати з будь-яким ступенем точності. Цю відповідь дав ще в 1950 році Алан Тюрінг у своїй класичній статті «Обчислювальна техніка та інтелект».
Третю ціль дослідники зазвичай називають штучним загальним інтелектом. Однак Рей Курцвейл віддає перевагу терміну «сильний СШІ». У своїй книзі «Сингулярність поруч» він зосереджується на емуляції всього мозку за допомогою звичайних обчислювальних машин як підході до створення штучного мозку, і стверджує (на основі тенденції експоненційного зростання комп'ютерної потужності), що це можна зробити до 2025 року. Генрі Маркрам, директор проєкту Blue Brain (який намагається емулювати мозок), зробив подібну заяву (2020) на конференції TED в Оксфорді в 2009 році.

## Підходи до моделювання мозку

Оцінки того, яка обчислювальна потужність необхідна для імітації людського мозку на різних рівнях (від Рея Курцвейла, Андерса Сендберга та Ніка Бострома), а також найшвидший суперкомп'ютер із TOP500, зіставлений за роками.

Хоча пряма емуляція людського мозку за допомогою штучних нейронних мереж на високопродуктивному обчислювальному механізмі є широко обговорюваним підходом, існують інші підходи. Альтернативна реалізація штучного мозку може базуватися на принципах нелінійної фазової когерентності/декогеренції Голографічної нейронної технології (HNeT). Аналогія була проведена з квантовими процесами через основний синаптичний алгоритм, який має сильну подібність до квантово-механічного хвильового рівняння.
EvBrain — це форма еволюційного програмного забезпечення, яке може розвивати «мозкові» нейронні мережі, такі як мережа безпосередньо за сітківкою ока.
У листопаді 2008 року IBM отримала від Пентагону грант у розмірі 4,9 мільйона доларів США на дослідження створення інтелектуальних комп'ютерів. Проєкт Blue Brain здійснюється за сприяння IBM у Лозанні. Проєкт базується на припущенні про те, що можна штучно зв'язати нейрони «в комп'ютері», розмістивши тридцять мільйонів синапсів у належному тривимірному положенні.
У 2009 році деякі прихильники сильного штучного інтелекту припустили, що комп'ютери, пов'язані з Blue Brain і Soul Catcher, можуть перевищити людські інтелектуальні можливості приблизно до 2015 року, і що цілком ймовірно, що ми зможемо завантажити людський мозок приблизно в 2050 році.
Хоча Blue Brain здатний представляти складні нейронні зв'язки у великому масштабі, проєкт не досягає зв'язку між мозковою активністю та поведінкою, яку виконує мозок. У 2012 році проєкт Spaun (Semantic Pointer Architecture Unified Network) намагався змоделювати кілька частин людського мозку за допомогою великомасштабних представлень нейронних зв'язків, які генерують складну поведінку на додаток до відображення.
Дизайн Spaun відтворює елементи анатомії людського мозку. Модель, що складається приблизно з 2,5 мільйонів нейронів, включає особливості зорової та моторної кори, ГАМКергічні та дофамінергічні зв'язки, вентральну тегментальну область (VTA), чорну субстанцію та інші. Конструкція дозволяє виконувати кілька функцій у відповідь на вісім завдань, використовуючи візуальні введення друкованих або рукописних символів і виведення, що виконується механічною рукою. Функції Спауна включають копіювання малюнка, розпізнавання зображень і підрахунок.
Є вагомі підстави вважати, що, незалежно від стратегії впровадження, прогнози щодо створення штучного мозку в найближчому майбутньому є оптимістичними. кількість необхідних обчислень невідома. Ще одне короткострокове обмеження полягає в тому, що всі поточні підходи до моделювання мозку вимагають на порядки більшого енергоспоживання порівняно з людським мозком. Людський мозок споживає приблизно 20 Вт електроенергії, тоді як сучасні суперкомп'ютери можуть споживати до 1 МВт, тобто на 100 000 більше.

## Інтернет-ресурси
- Neukart, Florian (23 листопада 2016). Reverse Engineering the Mind - Consciously Acting Machines and Accelerated Evolution. Wolfsburg, Germany: Springer. ISBN 978-3-658-16176-7. Процитовано 30 жовтня 2016.
- Bandyopadhyay, Anirban (4 квітня 2020). Nanobrain : The Making of an Artificial Brain from a Time Crystal. Bosa Roca, USA: Taylor & Francis, CRC Press. ISBN 9781439875490. Процитовано 22 травня 2020.
- Artificial Brains — the quest to build sentient machines